# Плещеев, Леонтий Степанович
Лео́нтий Степа́нович Плеще́ев (? — 3 июня 1648) — русский воевода из рода Плещеевых, сын Степана Никитича Плещеева, судья Земского приказа. Казнён по требованию восставших москвичей во время Соляного бунта.
Числился среди московских дворян с 1627 по 1640 годы. В 1629 году он сопровождал царя Михаила Фёдоровича в Николо-Угрешский монастырь и был у государева стола. В 1632 и 1633 годах находился в числе дворян, которым царь велел «свои государские очи видеть» в день Светлого Христова Воскресения. В 1635 году воеводствовал в Вологде.
В 1640 году боярин Борис Александрович Репнин пытал его «в ведовстве и в воровстве» вместе с сыном Иваном и их товарищами, после чего они были сосланы в Сибирь. В 1647 году царь Алексей Михайлович указал Плещееву быть на Земском дворе. В 1648 году он находился на царской свадьбе в числе дворян, шедших за санями царя.

## Гибель
Пользуясь своим родством с Милославскими, Леонтий Плещеев и его шурин Пётр Тихонович Траханиотов стали притеснять народ. Поднялся сильный ропот, посадские и всякие чёрные люди толпились на перекрестках и у церквей, требовали подавать царю челобитные, но близкие к нему люди представляли дело в ином виде и просители не получали удовлетворения. Полагают, что одной из причин этого народного возмущения был новый сбор, установленный с соли, мёда и вина. Народ приписывал введение этого сбора Морозову, Плещееву и Траханиотову, из-за чего сильно их ненавидел.
25 мая 1648 года, когда царь возвращался из Троицы, толпа остановила его лошадь и просила царя назначить на место Плещеева судьей Земского приказа «человека доброго». Царь пообещал это сделать, возможно, этим бы всё и закончилось, но друзья Плещеева из придворных стали бранить народ, въехали в толпу на лошадях и ударили даже несколько человек нагайками. Рассвирепевший народ, в свою очередь, начал бросать в обидчиков камнями и кинулся вслед за царем к дворцу, требуя выдачи Плещеева. Чтобы прекратить мятеж, Плещеева повели на казнь, но народ вырвал его из рук палача и устроил над ним самосуд. Та же участь постигла думного дьяка Назария Чистого, а на другой день П. Т. Траханиотова, заведовавшего Пушкарским приказом. Несколько времени спустя царь после крёстного хода обратился к народу:
Очень я жалел, узнавши о бесчинствах Плещеева и Траханиотова, сделанных моим именем, но против моей воли; на их места теперь определены люди честные и приятные народу, которые будут чинить расправу без посулов и всем одинаково, за чем я сам буду строго смотреть.

## Семья
Жена — Ирина Тихоновна Траханиотова, дочь воеводы пелымского Тихона Ивановича Траханиотова и Екатерины Семеновны Сабуровой. Дети:
- Иван Леонтьевич — стольник, сослан «за вину» в Сибирь; бездетный
- Пелагея Леонтьевна — замужем за князем Василием Васильевичем Кропоткиным (ок. 1625—1691)